# Melancholia
Melancholia är en dansk dramafilm från 2011 i regi av Lars von Trier. I huvudrollerna syns bland andra Kirsten Dunst, Charlotte Gainsbourg, Kiefer Sutherland och Alexander Skarsgård.
Filmen producerades av von Triers filmbolag Zentropa med svenska, franska, tyska och italienska medproducenter. Inspelningen ägde rum i Film i Västs studio i Trollhättan samt med exteriörscener kring Tjolöholms slott i norra Halland. 
Filmen hade premiär i maj 2011, på 64:e Cannesfestivalen, där Kirsten Dunst prisbelönades som bästa skådespelerska. Lars von Trier skapade kontrovers i samband med en presskonferens på festivalen där han skämtsamt sa sig vara nazist, vilket ledde till att festivalledningen bannlyste honom från festivalen. von Trier ursäktade sig upprepade gånger i media efteråt.
von Triers första inspiration till filmen kom från en depressiv episod i hans liv där han insåg att deprimerade människor även bibehåller lugnet i stressade situationer. 

## Handling
Filmen börjar med en inledande sekvens, inspelad i extrem slow motion, med huvudpersonerna och bilder från rymden, inför de många visuella ledmotiven i filmen. En sekvens i rymden visar hur en gigantisk blå planet närmar sig Jorden och sedan kolliderar med vår planet. Filmen fortsätter sedan i två delar som vardera är uppkallade efter de två systrarna.
I del ett, "Justine", är det unga paret, Justine och Michael, på sin bröllopsfest på slottet tillsammans med Justines syster Claire och hennes make John. Den överdådiga mottagningen pågår från skymning till gryning med aktiviteter som att äta, dricka, dansa tillsammans med bröllopsgästerna. Det skickas även upp miniatyrer av varmluftsballonger mot skyn, prydda med handskrivna lyckönskningar till brudparet. Men i familjen pågår det stridigheter. Justines frånskilda och bittra mor gör sarkastiska och förolämpande uttalanden som i slutändan resulterar i att John gör ett försök att kasta ut henne ur huset. Justine visar tydliga tecken på allvarlig depression under festens gång, men försöker hålla humöret uppe. Hennes arbetsgivare följer med henne runt, bedjande att få henne att skriva reklamtexter för företaget. Vid flera tillfällen råkar hon betrakta en viss röd stjärna som tycks lysa starkare än normalt. Claires man, John, säger att det är stjärnan Antares. Men senare i filmen försvinner denna stjärna. Justine flyr mentalt bort från bröllopsfesten och blir även fysiskt frånvarande under natten, där hon vid ett tillfälle även har samlag med hennes arbetsgivares assistent på golfbanan. I slutet av festen inser Justine och hennes nyblivne man Michael att det aldrig kommer att fungera mellan dem, och han lämnar henne i samförstånd.
I del två, "Claire", har Justine blivit allvarligt deprimerad, melankolisk. Hon kommer för att bo hos Claire, John och deras son Leo på slottet där festen ägde rum. Justine är, på grund av sin depression, oförmögen att utföra dagliga normala sysslor som att till exempel ta ett bad eller ens äta. Men hon blir med tiden något bättre. John förklarar att orsaken till Antares försvinnande var att den vilsna planeten Melancholia hade skuggat stjärnan med sin storlek. Melancholia, en massiv blå planet flera gånger större än Jorden, som tidigare hade varit gömd bakom solen, syns därefter på himlen och närmar sig nu Jorden. John, som även är en duktig amatörastronom, är mycket entusiastisk över planeten och ser fram emot den förbipassage av Jorden som hela astronomivärlden sitter bänkad inför. Astronomerna har även försäkrat allmänheten om att Jorden och Melancholia kommer att passera varandra utan att på något sätt kollidera.
Claire är ytterst oroad och tror att världens undergång är nära förestående. Hon gör en sökning på internet, och hittar en webbsida som berättar att den tänkta förbipasserande planeten Melancholias rörelser runt Jorden, som då benämns som "Dödsdansen", kommer att initiera en slags slangbellebana som till slut för de båda planeterna på kollisionskurs. På natten efter passagen verkar det som om Melancholia faktiskt inte kommer att kollidera med Jorden, och Claire blir mycket lättad. Men dagen efteråt så upphör helt plötsligt all fågelsång utanför. John beräknar med sitt teleskop att Melancholia inte alls är på väg bort från Jorden längre, utan är på kollisionskurs. Claire sover lugnt i en stol på terrassen, och när hon vaknar är John borta. Claire hittar kort därefter hans kropp i stallet; John hade begått självmord genom en överdos av mediciner – samma mediciner som filmen låter påskina att Claire hade köpt för att ta sitt liv med i värsta fall. Claire beslutar sig för att dölja Johns kropp från Leo och Justine. Justine är helt oberörd av den nära förestående undergången. Hon påstår rofyllt att hon vet att livet inte existerar någon annanstans än på Jorden, att livet på Jorden är ont och att det måste utrotas. Claire blir alltmer upprörd, medan Justine är lugn och tyst och har till synes kommit att acceptera det ofrånkomliga. Hon avfärdar kyligt Claires desperata önskan om hur deras sista stund skall vara.
Justine lugnar Leo genom att bygga en skyddande "magisk grotta", ett symboliskt skydd av träpinnar uppförda som en tipi på slottets golfbana. Justine, Claire och Leo sätter sig sedan i detta när Melancholia närmar sig. Claire fortsätter att vara ångestfull och rädd, medan Justine och Leo bibehåller lugnet genom att hålla varandras händer och blunda. Alla tre förbränns på ett ögonblick när kollisionen slutligen inträffar och därmed förintar Jorden.

## Rollista
- Kirsten Dunst – Justine
- Charlotte Gainsbourg – Claire
- Kiefer Sutherland – John
- Charlotte Rampling – Gaby
- John Hurt – Dexter
- Alexander Skarsgård – Michael
- Stellan Skarsgård – Jack
- Brady Corbet – Tim
- Udo Kier – Bröllopssamordnare